# 28ste uitreiking van de Premios Goya
De 28ste uitreiking van de Premios Goya vond plaats in Madrid op 9 februari 2014. De ceremonie werd uitgezonden op TVE en werd gepresenteerd door Manel Fuentes.

## Winnaars en genomineerden
| Beste film | Beste regisseur |
| --- | --- |
| - Vivir es fácil con los ojos cerrados - 15 años y un día - Caníbal - La gran familia española - La herida | - David Trueba – Vivir es fácil con los ojos cerrados - Gracia Querejeta – 15 años y un día - Manuel Martín Cuenca – Caníbal - Daniel Sánchez Arévalo – La gran familia española |
| Beste acteur | Beste actrice |
| - Javier Cámara – Vivir es fácil con los ojos cerrados - Tito Valverde – 15 años y un día - Antonio de la Torre – Caníbal - Eduard Fernández – Todas las mujeres | - Marian Álvarez – La herida - Inma Cuesta – 3 bodas de más - Aura Garrido – Stockholm - Nora Navas – Tots volem el millor per a ella |
| Beste mannelijke bijrol | Beste vrouwelijke bijrol |
| - Roberto Álamo – La gran familia española - Carlos Bardem – Alacrán enamorado - Juan Diego Botto – Ismael - Antonio de la Torre – La gran familia española | - Terele Pávez – Las brujas de Zugarramurdi - Susi Sánchez – 10.000 noches en ninguna parte - Maribel Verdú – 15 años y un día - Nathalie Poza – Todas las mujeres |
| Beste debuterend acteur | Beste debuterend actrice |
| - Javier Pereira – Stockholm - Berto Romero – 3 bodas de más - Hovik Keuchkerian – Alacrán enamorado - Patrick Criado – La gran familia española | - Natalia de Molina – Vivir es fácil con los ojos cerrados - Belén López – 15 años y un día - Olimpia Melinte – Caníbal - María Morales – Todas las mujeres |
| Beste origineel scenario | Beste bewerkt scenario |
| - Vivir es fácil con los ojos cerrados – David Trueba - 3 bodas de más – Pablo Alén, Breixo Corral - La gran familia española – Daniel Sánchez Arévalo - La herida – Fernando Franco, Enric Rufas                                                                        | - Todas las mujeres – Alejandro Hernández, Mariano Barroso - Alacrán enamorado – Santiago Zannou, Carlos Bardem - Caníbal – Manuel Martín Cuenca, Alejandro Hernández - Zipi y Zape y el club de la canica – Jorge Lara, Francisco Roncal                                                                   |
| Beste Ibero-Amerikaanse film | Beste Europese film |
| - Azul y no tan rosa – Venezuela - Wakolda – Argentinië - Gloria – Chili - La jaula de oro – Mexico | - Amour – Michael Haneke - Jagten – Thomas Vinterberg - La grande bellezza – Paolo Sorrentino - La Vie d'Adèle – Abdellatif Kechiche |
| Beste debuterend regisseur | Beste animatiefilm |
| - La herida – Fernando Franco - La plaga – Neus Ballús - Mindscape – Jorge Dorado - Stockholm – Rodrigo Sorogoyen | - Futbolín - El extraordinario viaje de Lucius Dumb - Hiroku. Defensores de Gaia - Justin y la espada del valor |
| Beste camerawerk | Beste montage |
| - Caníbal – Pau Esteve Birba - 15 años y un día – Juan Carlos Gómez - Las brujas de Zugarramurdi – Kiko de la Rica - Sombras de Nueva York – Cristina Trenas | - Las brujas de Zugarramurdi – Pablo Blanco - 3 bodas de más – Alberto de Toro - La gran familia española – Nacho Ruiz Capillas - La herida – David Pinillos |
| Beste artdirector | Beste productiemanager |
| - Las brujas de Zugarramurdi – Arturo García, José Luis Arrizabalaga - Alacrán enamorado – Llorenç Miquel - Caníbal – Isabel Viñuales - Zipi y Zape y el club de la canica – Juan Pedro de Gaspar                                                                        | - Las brujas de Zugarramurdi – Carlos Bernases - 3 bodas de más – Marta Sánchez de Miguel - Los últimos días – Josep Amorós - Zipi y Zape y el club de la canica – Koldo Zuazua |
| Beste geluid | Beste speciale effecten |
| - Las brujas de Zugarramurdi – Charly Schmukler, Nicolas de Poulpiquet - Caníbal – Eva Valiño, Nacho Royo-Villanova, Pelayo Gutiérrez - La gran familia española – Carlos Faruolo, Jaime Fernándezo - La herida – Aitor Berenguer Abasolo, Jaime Fernández, Nacho Arenas | - Las brujas de Zugarramurdi – Juan Ramón Molina, Ferrán Piquer - La gran familia española – Juan Ramón Molina, Juan Ventura Pecellín - Los últimos días – Lluís Rivera Jove, Juanma Nogales - Zipi y Zape y el club de la canica – Endre Korda, Félix Bergés                                               |
| Beste kostuums | Beste grime en haarstijl |
| - Las brujas de Zugarramurdi – Francisco Delgado López - 3 bodas de más – Cristina Rodríguez - Los amantes pasajeros – Tatiana Hernández - Vivir es fácil con los ojos cerrados – Lala Huete                                                                             | - Las brujas de Zugarramurdi – María Dolores Gómez Castro, Javier Hernández Valentín, Pedro Rodríguez, Francisco J. Rodríguez Frías - 3 bodas de más – Eli Adánez, Sergio Pérez Algaba - Grand Piano – Ana López-Puigcerver, Belén López-Puigcerver - La gran familia española – Lola López, Itziar Arrieta |
| Beste filmmuziek | Beste origineel nummer |
| - Vivir es fácil con los ojos cerrados – Pat Metheny - A Night in Old Mexico – Emilio Aragón Álvarez - La mula – Óscar Navarro - Las brujas de Zugarramurdi – Joan Valent                                                                                                | - La gran familia española – Josh Rouse ("Do You Really Want To Be In Love?") - 15 años y un día – Arón Piper, Pablo Salinas, Cecilia Blanco ("Rap 15 años y un día") - A Night in Old Mexico – Emilio Aragón, Julieta Venegas ("Aquí Sigo") - Alegrías de Cádiz – Fernando Arduán ("De cerca del mar")     |
| Beste korte film | Beste korte animatiefilm |
| - Abstenerse agencias – Gaizka Urresti - De noche y de pronto – Arantxa Echeverraría Carcedo - El paraguas de colores – Eduardo Cardoso - Lucas – Alex Montoya Meliá - Pipas – Manuela Moreno                                                                            | - Cuerdas – Pedro Solís García - Blue & Malone, detectives imaginarios – Abraham López Guerrero - O xigante – e Julio Vanzeler, Luis da Matta - Vía Tango – Adriana Navarro Álvarez |
| Beste documentaire | Beste korte documentaire |
| - Las maestras de la República - Con la pata quebrada - Guadalquivir - Món Petit | - Minerita – Raúl de la Fuente - El hombre que estaba allí – Daniel Suberviola Garrigosa, Luis Felipe Torrente Sánchez-Guisande - La alfombra roja – e Iosu López Cía, Manuel Fernández Rodríguez - La gran desilusión – Pedro González Kuhn                                                                |
| Ere-Goya | |
| Jaime de Armiñán | |

## Prijzen per film
| Film                                 | Nominaties | Prijzen |
| ------------------------------------ | ---------- | ------- |
| La gran familia española             | 11         | 2       |
| Las brujas de Zugarramurdi           | 10         | 8       |
| Caníbal                              | 8          | 1       |
| Vivir es fácil con los ojos cerrados | 7          | 6       |
| 15 años y un día                     | 7          | 0       |
| 3 bodas de más                       | 7          | 0       |
| La herida                            | 6          | 2       |
| Todas las mujeres                    | 4          | 1       |
| Alacrán enamorado                    | 4          | 0       |
| Zipi y Zape y el club de la canica   | 4          | 0       |
| Stockholm                            | 3          | 1       |
| Los últimos días                     | 2          | 0       |
| A Night in Old Mexico                | 2          | 0       |